# Layer Ad
Layer Ads (englisch für „Schicht-Anzeigen“, auch Hover Ads genannt) sind eine Form der Internetwerbung, bei der Anzeigen über dem eigentlichen Inhalt einer Website angezeigt werden. Dabei werden Teile der darunterliegenden Inhalte verdeckt. Sie bedienen sich neben Text auch an Elementen wie Animationen, Bilder oder Videos.
Bei Layer Ads handelt es sich im Gegensatz zum traditionellen Pop-up nicht um eigenständige Browserfenster, sondern um direkt auf der ursprünglichen Seite eingebettete Ebenen. Dieser Typ kann nicht von den in Webbrowsern integrierten Pop-up-Blockern unterbunden werden.

## Strategien
Einige Ersteller bemühen sich mit verschiedenen Methoden darum, das Anklicken der Werbeanzeigen oder die Aufmerksamkeit des Benutzers für einen längeren Zeitraum zu erzwingen. Eine Methode ist, das Bedienelement zum Schließen grafisch zu verstecken. Bei einer anderen Variante werden die Schaltflächen des Werbefensters entgegen den Konventionen beschriftet oder angeordnet, so dass sich die Seite des Benutzers durch einen Klick auf ein Bedienelement öffnet, das demjenigen, mit dem man normalerweise ein Fenster schließt, zum Verwechseln ähnelt. Eine weitere Methode ist es, das Bedienelement bereits beim Daraufzeigen mit dem Mauszeiger (hover) auszulösen. Da es so angeordnet ist, dass sich darunter ein konventionelles Werbebanner desselben Werbekunden befindet, wird durch den vom Benutzer ausgeführten Klick der Weblink des Werbebanners aktiviert und die Website des Werbekunden geöffnet.

## Verhinderung der Anzeige
Die Anzeige von Layer Ads lässt sich durch das Abschalten der entsprechenden JavaScript-Dateien verhindern. Browser erlauben in der Regel die Abschaltung sämtlicher JavaScript-Funktionalität, eine partielle Blockierung bestimmter Skripte ist jedoch nur mit Browser-Erweiterungen wie NoScript möglich.
Auch gibt es Erweiterungen für einige Webbrowser, welche nur die spezifischen JavaScripts beim Laden einer Webseite blockieren, die für das Anzeigen der Layerwerbung benötigt werden. Da Layerwerbung meist durch auf Internetwerbung spezialisierte Werbefirmen bereitgestellt werden, lassen sich die Werbe-Scripts anhand frei verfügbarer Filterlisten identifizieren und so das Laden vom Webbrowser verhindern. Oft sind in diesen Filterlisten auch URL-Filter für Bild- und Flashmaterial von Werbefirmen mitinbegriffen.
Opera enthält von Haus aus eine entsprechende Filterfunktion, man benötigt nur die URL-Liste. Für Mozilla Firefox und Google Chrome gibt es die Erweiterung, wie z. B. Adblock und uBlock, welche nach dem oben genannten Prinzip arbeitet. Für andere Webbrowser gibt es ähnliche Erweiterungen.